# Allium croaticum
Allium croaticum är en amaryllisväxtart som beskrevs av Bogdanovic, Brullo, Mitic och Cristina Salmeri. Allium croaticum ingår i släktet lökar, och familjen amaryllisväxter.
Artens utbredningsområde är Kroatien. Inga underarter finns listade i Catalogue of Life.